# Nadezhda Ilyina
Pour les articles homonymes, voir Ilina.
Nadezhda Ilyina (en russe : Надежда Леонидовна Ильина, Nadejda Leonidovna Ilina), née Kolesnikova le 24 janvier 1949 à Zelenokoumsk, et morte le 7 décembre 2013 dans un accident de la route, est une athlète qui courait surtout sur 400 m et représentait l'URSS.

## Biographie
Ilyina s'entraînait au Dynamo à Moscou. Sous son nom de jeune fille, elle a participé aux Jeux olympiques d'été de 1972 à Munich, échouant en demi-finale sur 400 m et terminant huitième de la finale du relais 4 × 400 m.
Aux Jeux olympiques d'été de 1976 à Montréal, elle a remporté la médaille de bronze du avec ses compatriotes Inta Klimovica, Lyudmila Aksenova et Natalia Sokolova.
Elle est la mère de la joueuse de tennis Nadia Petrova.

## Palmarès

### Jeux olympiques
- Jeux olympiques d'été de 1972 à Munich ( Allemagne de l'Ouest) 
  - éliminée en demi-finale sur 400 m
  - 8e en relais 4 × 400 m
- Jeux olympiques d'été de 1976 à Montréal ( Canada) 
  -  Médaille de bronze en relais 4 × 400 m

### Championnats d'Europe d'athlétisme
- Championnats d'Europe d'athlétisme de 1971 à Helsinki ( Finlande)
  -  Médaille de bronze en relais 4 × 400 m
- Championnats d'Europe d'athlétisme de 1974 à Rome ( Italie)
  - 4e sur 400 m
  -  Médaille de bronze en relais 4 × 400 m

### En salle

#### Championnats d'Europe d'athlétisme en salle
- Championnats d'Europe d'athlétisme en salle de 1974 à Göteborg ( Suède)
  -  Médaille d'argent sur 400 m
- Championnats d'Europe d'athlétisme en salle de 1975 à Katowice ( Pologne)
  -  Médaille d'argent sur 400 m
  -  Médaille d'or en relais

## Sources
- (en) Cet article est partiellement ou en totalité issu de l’article de Wikipédia en anglais intitulé « Nadezhda Ilyina » (voir la liste des auteurs).